# Karol Kennedy
Karol Estelle Kennedy, född 14 februari 1932 i Shelton i Washington, död 25 juni 2004 i Seattle, var en amerikansk konståkare.
Kennedy blev olympisk silvermedaljör i konståkning vid vinterspelen 1952 i Oslo.